# Bryngfjorden
Bryngfjorden är en skidanläggning utanför Karlstad, anlagd i början på 1960-talet.
Skidbacken ligger cirka fyra kilometer norr om Karlstad, strax söder om Skåre. Anläggningen har en lift och elljus, värmestuga, samt grillplats, och ägs och drivs sedan 2016 av Karlstads kommun.
I närheten av skidbacken ligger Bryngfjordens GK.

## Historia
Bryngfjordsbacken iordningställdes för utförsåkning i början på 1960-talet av Skid- och friluftsfrämjandets avdelning i Karlstad. 1962 ställde sig Karlstads stad som garant till 2/3 av den summa, 3 500 kronor, som avdelningen behövde för inköp av en repskidlift till skidbacken. Karlstads stad gav 1964 även bidrag till en skidhoppbacke, invigd i februari 1965.
Skidbacken drevs i många år av Karlstads slalomklubb.
2005 fick Bryngfjorden en helt ny skidlift.
I december 2008 var det nära att anläggningen lades ner då Karlstads kommun inte ville ge något driftsbidrag men kommunen ändrade sig och i februari 2009 föreslogs istället en utbyggnad.
2014 fick skidbacken en ny hoppkudde.
2015 var skidbackens framtid åter osäker, men 2016 tog Karlstads kommun över driften och fortsatte driva anläggningen med planer på utveckling.